# Indocalamus pumilus
Indocalamus pumilus är en gräsart som beskrevs av Qi Hui Dai och C.F.Huang. Indocalamus pumilus ingår i släktet Indocalamus och familjen gräs. Inga underarter finns listade i Catalogue of Life.